# Samuel Kojo Abbey
Samuel Kojo Abbey (* 31. August 1997 in Accra) ist ein ghanaischer Fußballspieler.

## Karriere
Samuel Kojo Abbey spielte, bevor er zum Dagon FC kam, bei Okwawu United in Ghana, den Kitengela Shooters in Kenia und den JMC Hippos in Uganda. Seit 2019 steht er in Myanmar beim Dagon FC in Rangun unter Vertrag. Der Verein spielte bis 2018 zweitklassig. Ende 2018 stieg der Verein in die erste Liga, die Myanmar National League, auf. Nach einem Jahr Erstklassigkeit musste der Verein ein Jahr später wieder als Tabellenelfter den Weg in die Zweitklassigkeit antreten. Für Dagon absolvierte er elf Erstligaspiele.